# Дети третьей культуры
Дети третьей культуры (ДТК) — дети экспатриантов, у которых формируется новый тип культуры на основе культур страны происхождения и страны пребывания. Определение не сводится только к детям, но также может быть использовано применительно ко взрослым — «Взрослые дети третьей культуры» (взрослые люди, которые являются детьми третьей культуры). ДТК — дети, которые перемещаются между различными культурами, прежде чем они получат возможность в полной мере осознать и развить свою собственную культурную принадлежность. Первая культура детей — культура страны происхождения их родителей. Вторая культура — страна проживания семьи в настоящий момент. Третья культура формируется в самих детях, как комбинация из первых двух.

## Происхождение термина
Термин был введён исследователями Джоном и Рут Усим (John and Ruth Useem), после того как в 1950-х годах они провели несколько лет со своими детьми в Индии. Первоначально использовался термин «третья культура» — культура индивидов, появляющаяся в результате усвоения двух первичных культур. Рут Усим использовала термин «Дети третьей культуры», поскольку ДТК сочетают в себе аспекты как культуры происхождения, так и культуры проживания, создавая уникальную «третью культуру».

## Особенности
ДТК не владеют тем же культурным кодом, что и их зарубежные сверстники, и не могут полностью интегрироваться в новую культурную среду. Однако, находясь вне родной культуры, они упускают те нюансы, которые являются своеобразным «культурологическим паролем» в системе опознавания «свой-чужой». У ДТК хорошо развиты социальные навыки: большинство из них мультилингвальны, с готовностью познают все новое и легко адаптируются к иному стилю жизни. Это помогает им развивать способности в образовательной среде. Родители ДТК обычно выбирают для детей школы с высоким уровнем образования, в том числе, международные школы.
На сегодняшний день число ДТК стремительно растет в результате глобализации, транснациональной миграции, разнообразных возможностей для работы за границей, доступности международного образования и ряда других причин. Число людей, живущих за пределами собственной нации, значительно увеличивается — на 64 миллиона за 12 лет, и составляет около 220 миллионов человек (2013). Поскольку явление ДТК тесно связан с мобильностью, второе его название — глобальный кочевник. Кроме того, в силу их большого интернационального опыта в дали от страны происхождения, ДТК также называют «культурными гибридами» или «культурными хамелеонами».
Известные дети третьей культуры — 44-й президент США Барак Обама, президент Чили Себастьян Пиньера, миллиардер Эйке Батиста, актриса Джиллиан Андерсон. На сегодняшний день в мире проживает равное число монолингвов и билингвов. Находясь в стране проживания, ДТК приобретают второй (третий, четвёртый) язык, который они изучают в школе, дома, в общественных местах, при общении с персоналом, работающим в семье, или благодаря играм с местными детьми. Таким образом, дети третьей культуры становятся билингвами или даже мультилингвами.

## Типы ДТК
Дети военных
Как правило, самые мобильные представители ДТК. По результатам американского исследования, 4 % детей из семей военных проживали как минимум в 4-х странах, 44 % провели не менее 10 лет вне страны происхождения.
Дети миссионеров
Дети миссионеров обычно проводят большую часть времени в одной стране. 83 % таких детей имеют по крайней мере одного родителя с высшим образованием. Они наиболее легко интегрируются в местное население, однако почти не общаются с представителями страны происхождения.
Дети бизнесменов
63 % детей бизнесменов, ведущих дело за границей, провели как минимум 10 лет вне культуры происхождения. При этом они с большой долей вероятности, чем дети миссионеров, жили в разных странах. В отличие от последних, они легко общаются как с местным населением, так и с выходцами из родной страны.
Другие
Дети дипломатов, учителей, представителей международных негосударственных организаций, журналистов и т. д. Дети из этой группы, обычно проводят наименьшее количество времени за границей (42 % — 1—2 года, 70 % — меньше 5 лет). Дети представителей этой категории чаще других имеют родителей с высшим образованием (89 % семей)

## Особенности ДТК

### Преимущества
- Разносторонние взгляды: ДТК понимают, что существует несколько возможных точек зрения на одну и ту же ситуацию. Эта особенность также может оказаться для ребёнка третьей культуры проблемой, при условии возврата в страну с сильными идеологическими взглядами, где инакомыслие расценивается как оскорбительное или неуместное явление;
- Трехмерное восприятие мира: способность использовать опыт двух разных культур, привнося в них новое;
- Открытость к различным стилям жизни и манере поведения;
- Высокий уровень социальной адаптации.

### Проблемы
- Нечеткое чувство принадлежности: ДТК часто испытывают проблемы с чувством патриотизма, политическими предпочтениями, ценностно-этическими суждениями. Особенно ярко это проявляется при переходе от коллективистских культур к индивидуалистским и наоборот, поскольку ценностные ориентиры одной культуры значительно отличаются от другой. Это, в свою очередь, может привести к кризису идентичности;
- Болезненное восприятие реальности;
- Недостаток знаний о родной культуре: ДТК часто мало знают о своей нации, культуре, городе и/или семье;
- Проблемы при переходе во взрослую жизнь.

## Исследования

### Толерантность
Из исследования, которое было проведено на ДТК, было обнаружено, что испытуемые, как правило, более терпимы к различным культурам и людям из разных слоев общества, чем жители той же страны. Кроме того, ДТК обычно чувствуют, что они могут лучше адаптироваться к новым культурам и понять, как вести себя соответствующим образом в новых условиях. Исследователь и преподаватель Венда Ширд опросив некоторых из её мульти-культурных студентов (большинство из которых свободно владеют двумя и более языками), обнаружила, что многие уверены, что имеют повышенную толерантность к другим культурам.
В исследовании Dewaele and van Oudenhoven (2009) было установлено, что ДТК набрали наиболее высокие оценки по шкале открытости (MPQ). По данным исследования, «шкала оценивает степень открытости и беспристрастности отношения к неординарным, не следующим принятым нормам людям, а также отношение к разнообразным культурным нормам и ценностям».

### Интеллектуальные особенности
В 2007 году было проведено исследование, объектом которого стали корейские подростки, которые недавно переехали в США и ходили в школу в Америке. В ходе исследования ученые выяснили, что ДТК показывают значительно более высокие результаты в обучении, если отойти от традиционного учебного плана. При использовании специально выработанных специально для ДТК инструкций, дети раскрывают свой творческий потенциал и демонстрируют высокую способность решения поставленных задач благодаря своему «опыту трех культур».
Интеллектуальные особенности ДТК раскрываются также и через различия в постшкольном образовании. Согласно результатам американского Бюро статистики труда в 2001 году 61,7 % выпускников школ были зачислены в колледж. В том же году, было установлено, что 95 процентов выпускников школ — ДТК были зачислены в колледж или имели профессиональное образование. 29 % от этого числа получили ученую степень, что также выше, чем процент от общей численности населения.

## Факты о ДТК
- среди ДТК встречаются в 4 раза больше людей с высшим образованием (81 % к 21 %)
- самые популярные сферы работы для ДТК — сфера образования, медицина, бизнес
- Исследования показали, что ДТК более открыты для изучения новых языков, демонстрируют больше гибкости при взаимодействию с новой культурой, чем их монокультурные сверстники, а также проявляют интерес к международной карьере.